# 바츠

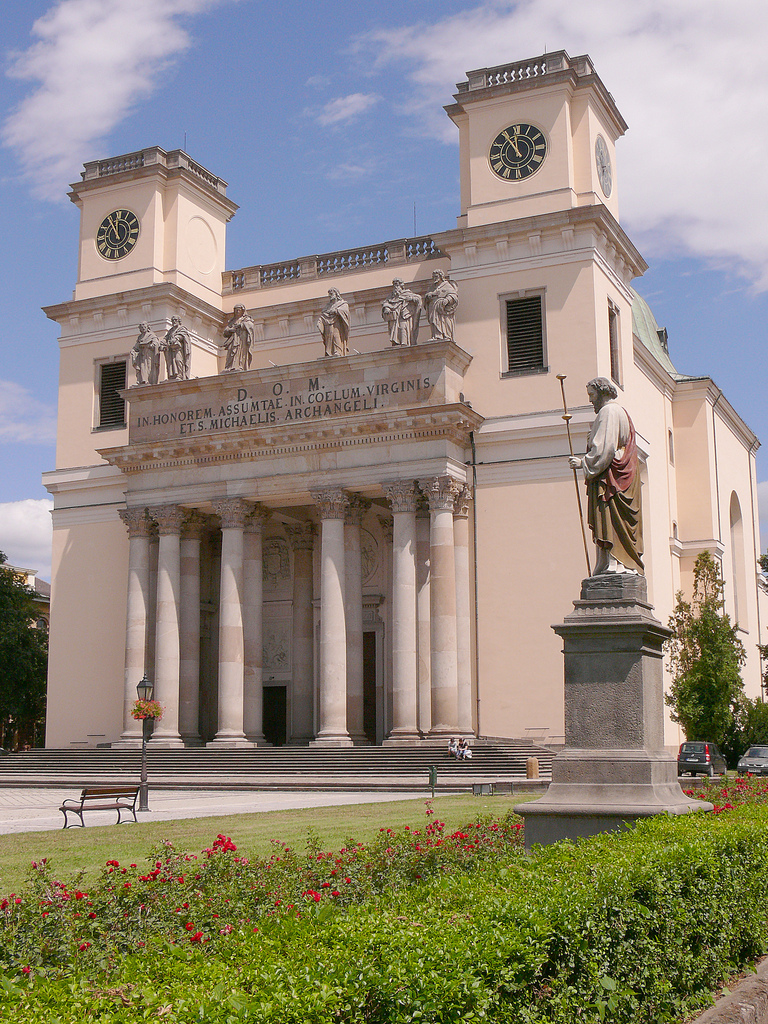
바츠 성당

바츠(헝가리어: Vác)는 헝가리 페슈트주에 위치한 도시로 면적은 61.60km2, 인구는 33,475명(2013년 기준), 인구 밀도는 543명/km2이다. 헝가리의 수도인 부다페스트에서 북쪽으로 35km 정도 떨어진 곳에 위치하며 다뉴브강 동안과 접한다.